# Guangzhou Baiyun International Airport
Guangzhou är en flygplats i Kina. Den ligger i prefekturen Guangzhou Shi och provinsen Guangdong, i den södra delen av landet, omkring 29 kilometer norr om provinshuvudstaden Guangzhou.
Runt Guangzhou är det mycket tätbefolkat, med 3 249 invånare per kvadratkilometer. Närmaste större samhälle är Huadong, 5,5 km nordost om Guangzhou. Trakten runt Guangzhou består till största delen av jordbruksmark.
Genomsnittlig årsnederbörd är 2 375 millimeter. Den regnigaste månaden är maj, med i genomsnitt 451 mm nederbörd, och den torraste är januari, med 32 mm nederbörd.